# Коса плоча
Коса даска је равна површина постављена под углом или косином. Такве плоче се могу користити у различите сврхе.

## Филмови
Филмски студији их обезбеђују глумцима да се одморе између наступа како би избегли гужвање костима. 

## Вежбање
Постоје две варијанте вежби :
1. дуга подстављена даска (слант даска) која ће прихватити целу дужину лежећег тела
2. мања дрвена платформа за стајање.

Мишићи листова или трицепс сурае могу се истегнути свакодневном вежбом стајања на косој равни.